# Ноћ вештица (филм из 1978)
Ноћ вештица (енгл. Halloween) је амерички независни хорор филм редитеља Џона Карпентера из 1978. са Доналдом Плезенсом и Џејми Ли Кертис у главним улогама. Филм је први у серијалу филмова истог наслова. Радња је смештена у измишљени градић Хадонфилд у Илиноису на средњем западу САД. На Ноћ вештица 1963. шестогодишњи Мајкл Мајерс кухињским ножем убија своју старију сестру. Петнаест година касније, Мајерс бежи из психијатријске болнице, враћа се кући и почиње да прати тинејџерку Лори Строуд и њене пријатеље. Мајклов психијатар др Сем Лумис полази у потеру за Мајклом како би спречио нова убиства.
 Филм је снимљен са скромним буџетом од 300.000 $ али је зарадио 47 милиона долара на благајнама у САД и 70 милиона широм света, што све укупно чини око 250 милиона долара, тако да је Ноћ вештица један од најпрофитабилнијих независних филмова свих времена. Многи критичари су кредитирали филм као први у дугом низу слешер филмова инспирисаних филмом Психо Алфреда Хичкока. Ноћ вештица је имао много имитатора и створио неколико клишеа који су се понављали у нискобуџетним хорор филмовима из 1980-их и 1990-их. За разлику од многих својих имитатора, Ноћ вештица садржи мало графичког насиља и крви. То је био један од првих хорор филмова који је увео концепт убице који умире и враћа се у живот поново у истом филму. 2006. године је изабран за очување у Националном филмском регистру САД од Конгресне библиотеке као "културно, историјски и естетски значајан".
 Неки критичари су сугерисали да Ноћ вештица може да подстакне садизам и мизогинију публике идентификујући се са главним негативцем. Неки су пак наводили да је филм друштвена критика неморала младих и тинејџера тог доба у Америци, јер су многе Мајерсове жртве били сексуално промискуитетни ликови, наркомани, док је једина хероина филма невина и чиста, стога и преживљава. Ипак, Карпентер одбацује такве анализе. Доста техника и елемената приче из овог филма су постали стандард за слешер филмове који ће уследити. Филм је изродио седам наставака, а 2007. Роб Зомби је направио римејк. Први наставак оригиналног филма је објављен 1981. под називом Ноћ вештица 2, три године након његовог претходника.

## Радња
На Ноћ вештица 1963. у градићу Хадонфилду, у Илиноису, шестогодишњи Мајкл Мајерс кухињским ножем избоде на смрт своју шеснаестогодишњу сестру Џудит. Он проведе наредних петнаест година затворен у психијатријској болници Смит Гров, не проговоривши ни речи за све то време. 30. октобра 1978. Мајклов психијатар др Самјуел Лумис и његова колегиница Марион Чејмберс довезу се до болнице да би отпратили Мајкла до суда ради рочишта; Лумис се нада да ће исход рочишта бити такав да ће Мајкл бити доживотно затворен. Међутим, Мајкл украде њихов аутомобил и побегне из Смит Грова, убивши аутомеханичара и обукавши његово радно одело на свом путу натраг у Хадонфилд. Вративши се кући, Мајкл украде једну белу и безизразну маску из продавнице.
На Ноћ вештица он види средњошколку Лори Строуд како оставља кључеве код напуштене куће Мајерсових, коју њен отац покушава да прода. Лори примети да је Мајкл вреба цео дан, али њене другарице Ени Бракет и Линда ван дер Клок одбаце њену забринутост. Лумис стигне у Хадонфилд у потрази за Мајклом и утврди да је Џудитин надгробни споменик нестао са локалног гробља. Он се сретне са Ениним оцем, шерифом Лијем Бракетом, и они оду да претраже Мајклову кућу, где Лумис саопшти Бракету да је Мајкл чисто зло. Бракет је сумњичав по питању опасности, али се ипак да у патролирање улицама, док Лумис чека у кући, очекујући да се Мајкл врати. То вече Лори ради као дадиља, чувајући Томија Дојла, док Ени чува Линдзи Волас преко пута. 
Мајкл их прати, шпијунирајући Ени и убивши пса Воласових. Томи види Мајкла са прозора и мисли да је он бабарога, али му Лори не верује. Ени касније одведе Линдзи преко до куће Дојлових да тамо преноћи, како би она могла да оде по свог момка Пола. Када она уђе у свој аутомобил, Мајкл се појави са задњег седишта, задави је и пререже јој врат. Убрзо затим Линда и њен момак Боб Симс стигну до куће Воласових и затекну је празну. Након секса Боб сиђе доле по пиво, где га Мајкл кухињским ножем забоде на зид. Мајкл се потом издаје за Боба са чаршавом преко главе, налик духу, и испречи се пред Линду, која га узалуд зачикује. Сморена, она назове Лори да би сазнала шта се догодило Ени. Мајкл задави Линду телефонским каблом док Лори слуша на другом крају везе, мислећи да је у питању шала. У међувремену Лумис открије украдени аутомобил и почне да претражује улице. Сумњичава по питању телефонског позива, Лори оде до куће Воласових преко пута и затекне лешеве својих пријатеља, као и Џудитин надгробни споменик у спаваћој соби на спрату. Она ужаснута побегне у предсобље, где се Мајкл одједном појави у мраку и расече јој руку, услед чега она падне преко степенишног рукохвата.
Повређена, Лори за длаку успе да побегне и отрчи натраг до куће Дојлових, али открије да је изгубила кључеве од улазних врата када је пала на степеништу. Томи је пусти у кућу. Лори нареди Томију и Линдзи да се сакрију и покуша да телефоном позове помоћ, али телефон не ради. Мајкл се ушуња кроз прозор и изнова је нападне, али га она савлада тако што га убоде иглом за штрикање у врат. Мислећи да је мртав, Лори се одвуче на спрат да провери децу. Она је шокирана када је Мајкл поново нападне. Она заповеди деци да се сакрију у купатило, док се она сакрије у зидни ормар спаваће собе, али је Мајкл пронађе и развали врата ормара. Лори га убоде у око вешалицом и у прса његовим ножем. Она потом заповеди Томију и Линдзи да оду низ улицу до комшијине куће и да одатле позову полицију. Након што они оду, Мајкл се поново прибере и лагано прилази Лори, која ништа не слути. Лумис види децу како истрчавају из куће и оде да провери, те затекне Мајкла и Лори како се боре на спрату; Лори стргне Мајклову маску, на тренутак му одвративши пажњу док је он ставља натраг. Лумис упуца Мајкла шест пута, услед чега он падне са балкона. Лори упита Лумиса да ли је Мајкл "бабарога", на шта Лумис одговори потврдно. Лумис одшета до балкона и види да је Мајкл нестао. Нимало изненађен, он се загледа у ноћ док Лори зајеца. У позадини се зачује Мајклово дисање, што значи да би могао да буде било где.

## Улоге
| Глумац           | Улога              |
| ---------------- | ------------------ |
| Доналд Плезенс   | др Самјуел Лумис   |
| Џејми Ли Кертис  | Лори Строуд        |
| Ник Касл         | Мајкл Мајерс       |
| Чарлс Сајферс    | шериф Ли Бракет    |
| Ненси Кис        | Ени Бракет         |
| Пи Џеј Соулс     | Линда ван дер Клок |
| Кајл Ричардс     | Линдзи Волас       |
| Брајан Андрус    | Томи Дојл          |
| Ненси Стивенс    | Марион Чејмберс    |
| Роберт Фален     | др Теренс Вин      |
| Џон Мајкл Грејам | Боб Симс           |
| Сенди Џонсон     | Џудит Мајерс       |

## Цитати
Упознао сам га пре 15 година. Речено ми је да ништа није остало; ни разума, ни савести, ни разумевања, а чак ни најосновнијих осећања за разликовање живота и смрти, добра и зла, исправног и погрешног. Упознао сам то шестогодишње дете, са празним, бледим, безосећајним лицем и најцрњим очима... ђавољим очима. Провео сам осам година покушавајући да га разумем, а онда још седам трудећи са да га држим под кључем, јер сам схватио да је једино што се крије иза очију тог дечака, чисто и просто... ЗЛО.

— Култни цитат из филма у ком др Лумис објашњава Мајклово зло.